# Carl Eriksson i Ljusdal
Carl Edmund Eriksson, Eriksson i Ljusdal, född 15 januari 1881 i Söderhamn, död 30 maj 1955 i Sankt Görans församling, var en svensk möbelhandlare och socialdemokratisk riksdagspolitiker.
Eriksson var ledamot av riksdagens första kammare från 1922–1952, invald i Gävleborgs läns valkrets.